# Anwar Shaikh
Anwar M. Shaikh (Karacsi, 1945 –) pakisztáni származású amerikai közgazdász. A neo-ricardiánus iskolához tartozik.
Emeritus professzor a New York-i New School of Social Research-ben, ahol 1972 óta tanít.

## Nézetei
Hosszú pályája során foglalkozott a munkaérték-elmélettel, a termelési függvénnyel, a nemzetközi kereskedelemmel, a neoliberalizmussal, a jóléti állammal, a gazdasági növekedéssel, az inflációval, a süllyedő profitráta elméletével, a hullámelmélettel, az egyenlőtlenségekkel és a globális gazdasági válságokkal.
Legnagyobb eredménye egy olyan versenyelmélet kidolgozása, amely nem a neoklasszikus közgazdaságtan alapjaira épít. Ennek részletes kifejtése a Capitalism: Competition, Conflict, Crisis című, 2016-ban publikált könyvében található. Kritikája szerint nem csak a neoklasszikus közgazdaságtan alapoz az irreális és meghaladandó tökéletes piaci és egyensúlyi paradigmákra, de a legtöbb heterodox elmélet is. Utóbbiak, amikor cáfolni kívánják a kiindulópontként használt tökéletes piaci és egyensúlyi paradigmákat, ezzel egyben erősítik azokat, hiszen kritikájuk könnyen különleges esetként értelmezhető egy általános elmélettel szemben. Shaikh egy egészen új megközelítést javasol, a valós verseny elméletét, melyben a szereplők a költségek folyamatos, és ezen keresztül az árak csökkentésével igyekeznek kiszorítani versenytársaikat. A turbulens szabályozás pedig azt jelenti, hogy a szereplők folyamatosan alul, illetve felül lövik a gazdasági változók (bér, ár, mark up, profitráta) mozgó attraktor árait.
Bár nézetei alapján inkább a klasszikus iskolához sorolható, mégis nagy mértékben támaszkodik Michał Kalecki munkásságára.